# Luigina Agostinelli
Luigina Agostinelli (Vittorio Veneto, 7 settembre 1938) è un'ex cestista italiana con cittadinanza brasiliana.

## Biografia
Nata in Italia, si trasferisce nel 1955 in Brasile, dove si avvicina allo sport della pallacanestro. Di alta statura e fisico possente, viene convocata nella nazionale giallo-oro. Rientra in patria nel 1965, contribuendo alla conquista dello scudetto della Portorico Vicenza, con la quale conquisterà 4 dei 6 scudetti vinti in carriera. Acquistata dalla GEAS di Sesto San Giovanni continua la sua carriera vittoriosa, con la conquista di 2 scudetti consecutivi. Ha esordito nella Nazionale italiana nel 1967. Nella sua carriera ha partecipato a diversi campionati mondiali, con la nazionale brasiliana prima e quella italiana successivamente, ed europei.
A termine carriera si trasferisce a Varese, dove però la squadra retrocede in A2.